# 旧城镇 (威信县)
旧城镇，是中华人民共和国云南省昭通市威信县下辖的一个乡镇级行政单位。

## 行政区划
旧城镇下辖以下地区：
旧城村、马安村、文兴村、天蓬村、松林村、回龙村和龙马村。